# Nongo-Peulh
Pour les articles homonymes, voir Nongo.
Ne doit pas être confondu avec Nongo (Burkina Faso).
Nongo-Peulh est une localité située dans le département de Barsalogho de la province du Sanmatenga dans la région Centre-Nord au Burkina Faso.

## Éducation et santé
Le centre de soins le plus proche de Nongo-Peulh est le centre médical avec antenne chirurgicale (CMA) de Barsalogho tandis que le centre hospitalier régional (CHR) se trouve à Kaya.
Nongo-Peulh possède une école primaire publique.